# Krenak (peuple)
Les Krenak sont un peuple autochtone originaire de la vallée du Rio Doce dans l'État brésilien du Minas Gerais. Les Krenak, autrefois semi-nomades, vivent aujourd'hui de la pêche, de l’élevage, de l’agriculture et de l’artisanat mais ont subi de plein fouet le  « Fukushima brésilien » le 5 novembre 2015.

## Histoire
Pendant la période précoloniale, les Krenak vivaient de chasse, pêche et cueillette, en étroite liaison avec le Rio Doce, leur fleuve sacré qu’ils appellent Watu. La colonisation portugaise bouleverse cet équilibre, et comme tous les Amérindiens, les Krenak sont dépouillés de leurs territoires. L’accaparement de leurs terres par les colons, plus tard par l’État, la pression exercée par les plantations et les éleveurs de bétail provoque la dispersion forcée des Krenak, particulièrement avec la construction de la Estrada de Ferro Vitória a Minas (EFVM), ligne de chemins de fer reliant Belo Horizonte (Minas Gerais) à Vitória (Espírito Santo) et ouverte en 1904.
Malgré une restitution partielle de leurs terres en 1920, les Krenak n’en jouissent qu’en 1997. Mais ces terres ont été profondément modifiées par la forte activité minière qui s’est développée au Minas Gerais. De ce fait, dès le début du XIXe, une très forte pression s’est exercée sur leur territoire. Aujourd’hui, la majorité du peuple Krenak vit sur la Terre Krenak, un territoire de 4000 hectares sur les rives du Rio Doce dans la localité de Resplendor. Sédentarisé de force par l’État, le peuple Krenak vit désormais dans 7 villages et se compose de 120 familles. La langue krenak (ou botocudo) fait partie des langues macro-jê, en voie d’extinction, elle a cédé la place au portugais.
Le 5 novembre 2015, la rupture de deux barrages de remblai de la compagnie Samarco (consortium de multinationales composé du géant minier brésilien Vale et de la compagnie anglo-australienne BHP Billiton) provoque une gigantesque coulée de boue de 60 millions de tonnes de déchets de minerai de fer. Quelques jours plus tard, après une course de 680km dans les eaux du fleuve, les boues toxiques atteignent finalement l’Océan Atlantique. Les conséquences humaines et environnementales sont désastreuses : 19 morts, plusieurs dizaines de villages détruits, des centaines de milliers de personnes privées d’eau et exposées à d’importants risques sanitaires, des millions de poissons morts d’asphyxie, les habitants surnomment désormais le fleuve le « Rio Morto », la rivière morte. Au total, près de 4 millions de personnes ont été affectées par ce crime sans précédent.
Cette pollution massive a détruit les bases matérielles de la vie quotidienne du peuple Krenak en le privant de ses moyens de subsistance traditionnels. Les Krenak ne peuvent plus pêcher ni boire ou se baigner dans l’eau du Rio Doce. Les activités agricoles et d’artisanat sont également remises en cause par la destruction des écosystèmes de la région. La destruction du fleuve est aussi une blessure spirituelle : de nombreux rituels qui se pratiquaient dans les eaux du Rio Doce sont aujourd’hui devenus impossibles. Le peuple a perdu un haut lieu de mémoire et d’identité collectives, « le Rio Doce a été tué, notre culture a été tuée » déplore Daniel Krenak, chef du village Borum Krenak.

## Aide et attention internationale
Les Krenak dénoncent depuis 3 ans l’impunité des responsables du crime commis contre le fleuve et contre leur peuple et se mobilisent également contre l’extractivisme dans son ensemble, système qui a mis à mal leur territoire depuis des décennies, ils exigent la réparation des dommages. France Libertés soutient cette résistance et remet le 3 novembre 2018 le prix Danielle Mitterrand à Geovani Krenak, représentant du peuple Krenak, en lutte pour la justice face à une multinationale minière au Brésil.